# Hormosiraceae
Famille
Les Hormosiraceae sont une famille d’algues brunes de l’ordre des Fucales. 

## Étymologie
Le nom vient du genre type Hormosira qui dérive du grec ὅρμος / ormos, collier, et  σειρά / seirá, « corde ; chaine ; lasso ; corde à nœuds coulants  », littéralement « collier de cordes » ou « corde à nœuds », en référence à la forme de l'algue « composée d'une série d'entre-nœuds gonflés, de caractère similaire à des vésicules ».

## Liste des genres
Selon AlgaeBase (23 août 2017) et World Register of Marine Species (23 août 2017) :
- Hormosira (Endlicher) Meneghini, 1838